# Steuerkeil
Der Begriff Steuerkeil wird unterschiedlich verwendet.

## Effektive Steuerbelastung durch Verbrauchssteuern
Durch die Erhebung von Verbrauchssteuern (in diesem Sinne auch die Mehrwertsteuer) verschiebt sich die Angebots- und Nachfragefunktion. Der Wohlfahrtsverlust weicht von der nominalen Steuerbelastung ab. Der Effekt ist grafisch durch die Verschiebung der Angebots- und Nachfragekurve als Keil darstellbar (Harbergerdreieck).

## Differenz zwischen Nettoverdienst und Bruttopersonalaufwand
Als Steuerkeil bezeichnet man auch die Differenz zwischen den Aufwendungen des Arbeitgebers für einen bestimmten Arbeitnehmer (Arbeitskosten) und dem Nettoverdienst dieses Arbeitnehmers. Die Bezeichnung ist insofern irreführend als die Differenz nicht nur die Steuer (Lohnsteuer, Solidaritätszuschlag, ggf. Kirchensteuer), sondern auch die Beiträge zur gesetzlichen Sozialversicherung (Rentenversicherung, Arbeitslosenversicherung, Krankenversicherung, Pflegeversicherung, Unfallversicherung) umfasst. Der Steuerkeil wird in Prozent der Arbeitskosten angegeben.